# Мігель Ольга Василівна
Ольга Мігель — (Мігель Ольга Василівна) українська письменниця, що працює в жанрах фантастики, фентезі та містики. Призер конкурсів «Брама» та «Коронація слова».

## Біографія

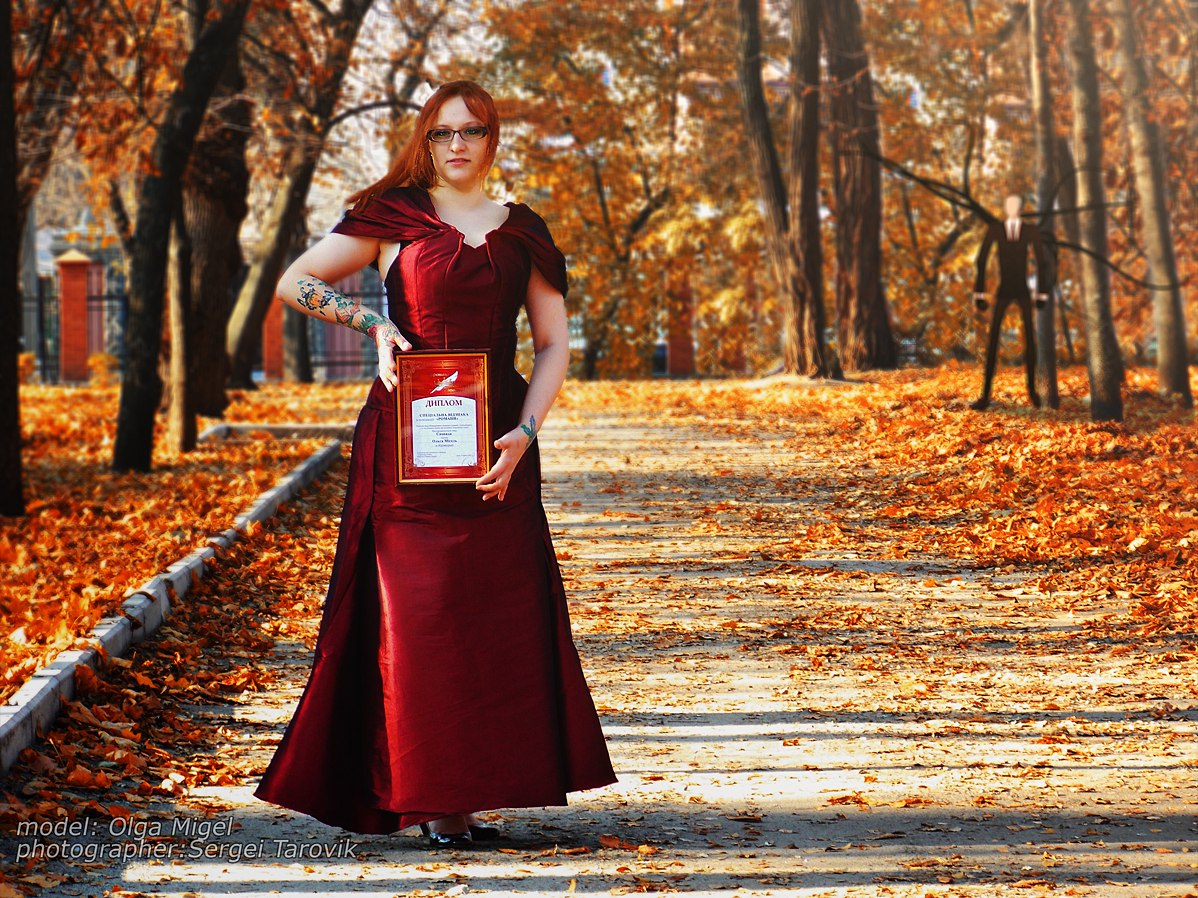
Ольга Мігель зі своїм першим дипломом «Коронації слова» за роман «Сновида»

Народилася 24 жовтня 1988 року у місті Кропивницькому (Кіровограді). 

Закінчила з відзнакою Центральноукраїнський державний університет імені Володимира Винниченка (факультет філології та журналістики) та Українська академія друкарства у м. Львів (факультет економіки та організації книжкової справи) за спеціальністю — видавнича справа та редагування.
Ольга Мігель пише у жанрі фантастики, фентезі, містики та горору.
Писати почала рано — у 7 років написала книжечку про пригоди і дружбу дівчинки та рептилії-прибульця.  Опісля продовжила писати в зошитах різні історії, доповнюючи їх власними ілюстраціями. Поставила собі за мету стати професійною письменницею, хоча ніхто серйозно її планів не сприймав. 2020го року нова версія її першої казки була опублікована у збірці «Моє Різдво. 12 історій про дива, які поряд» від Видавництво «АССА» під назвою «Дівчинка та Каребракс. Інопланетний друг на Різдво» [недоступне посилання]
З 2007 до 2015 року, паралельно з написанням творів, займалась косплеєм та шила костюми на замовлення.
Співпрацювала з медіагрупою «Весь Кіровоград», писала статті для сайту «Весь Кіровоград» та вела рубрику «Архіваріус» в журналі «Ланруж», водночас збираючи матеріал для роману «Мисливці за міськими легендами». Майже рік працювала дизайнеркою-верстальницею та кореспонденткою газети «Спорт-рев'ю» як співробітниця фірми «АнтуражА». 

У 2007 році у видавництві «Імекс-ЛТД» вийшов друком малим накладом роман О.Мігель «Рита і Талісман зоряної кішки» (пригодницьке міське фентезі для дівчаток 10-12 років), який став романом-прототипом для «Чародійки з синдромом ненормальності».
Ольга Мігель друкувалася в літературно-художньому Дніпро (журнал). Оповідання «Тінь» та «Кат» були надруковані у 2013 році, романи «Сірі метелики» (частково), повість «Грішні пророки» — у 2016 році, та інші.
2016 року в американській газеті української діаспори «Час і Події» було опубліковано роман «Сновида», 2018 року — роман «Сірі метелики»
Оповідання Ольга Мігель входили в ТОП конкурсу фентезійних історій «Брама-2017»,  [Архівовано 7 лютого 2021 у Wayback Machine.] «Брама-2018».
Оповідання «Фальшивка на арені» отримало спецвідзнаку «Краще магічне фентезі» від голови журі «Брама-2018», Мирослава Кошика.
Ольга Мігель — багаторазовий призер Міжнародного літературного конкурсу Коронація слова
2015 рік — у номінації «романи»: спеціальна відзнака від Київського національного університету імені Тараса Шевченка за роман «Сновида».
2016 рік — у номінації «твори для дітей»: вибір дитячого журі серед прозових творів для старшого шкільного віку та юнацтва за роман «Резонанс! Чародійка з синдромом ненормальності».
2017 рік — у номінації «романи»: спеціальна відзнака за роман «Код кАРі.ни»
2019 рік — «Коронація слова 2019» у номінації «Романи»: спеціальна відзнака «Вибір видавця» за роман «Мисливці за міськими легендами»
2021 рік — дипломант за фентезійний роман «Тіні павукових лілей» [Архівовано 20 серпня 2021 у Wayback Machine.]

## Твори

### Роботи в жанрі фентезі

#### Трилогія «Крук та Чорний метелик»
У світі історії колись давно, після страшної війни, чарівники втрутилися в просторово-часове полотно та змінили його, припинивши еволюцію зброї.  [Архівовано 24 жовтня 2020 у Wayback Machine.]
Природжені чаклуни поповнюють магічний резерв зі стихій, проте існує сотня круків: елітних чародіїв, для яких джерело сили — останній подих людини, що помирає. Чарівники в чорному тримаються окремою гільдією та передають силу своїм учням — обраним магам стихій — з власним останнім подихом. Доля головної героїні, Аліси, виявляється зв'язаною з їхнім головою, Ларгусом Агердоном.  [Архівовано 3 лютого 2021 у Wayback Machine.]
Дівчина дізнається, що проти волі втягнута в низку загадкових подій, які пов'язані з таємницями далекого минулого цього світу. Так вона стає учасницею тривалої небезпечної гри, під час якої їй разом з друзями належить розгадати таємницю зникнення Королеви снів та Королеви кошмарів, навколо яких багато тисячоліть тому мав місце релігійний культ, аж доки не сталася загадкова катастрофа…

##### 1. Голос давніх сновидінь
Ольга Мігель. Крук та Чорний Метелик. Голос давніх сновидінь. — Х.: АССА, 2019. — 560 с. — (Час фентезі). ISBN 978-617-7660-73-5
Аліса звикла переховуватися й утікати від чудовиськ, які вже рік наступають на п'яти. Та вона точно не очікувала опинитися у світі, де чарівники зупинили еволюцію зброї, а на межі сну та смерті стоїть безкінечна стіна-в'язниця. Головну таємницю цього химерного місця знають лише сотня круків — магів, для яких джерелом чарівної сили є останній передсмертний подих. Але що робити, коли шлях додому закритий, а над новим домом нависла небезпека? Адже кошмари, які чекали свого часу тисячі років, кидають їй смертельний виклик…

##### 2. Відгук темних сновидінь[недоступне посилання]
Ольга Мігель. Крук та Чорний Метелик. Відгук темних сновидінь. — Х.: АССА, 2020. — 560 с. — (Час фентезі). ISBN 978-617-7661-52-7
Продовження трилогії «Крук та Чорний Метелик», в якому гучно вистрілюють загадки та легенди, закладені в першій частині. Стародавні таємниці світу сновидінь знову пробуджуються, вимагаючи розгадати секрети, заховані в тисячоліттях. А міжнародні політичні інтриги загрожують порушити впевненість країни Ануари в тому, що сотня магів-круків здатна стримати будь-кого від зазіхання на її державні кордони…
Коли магічний університет позаду, а майбутнє туманне, краще не вв'язуватись у сумнівні авантюри. Але кілька необережних кроків ставлять Алісу перед вибором, з якого починається небезпечна гра, де ставка ― доля цілого світу.
Вона була замкнена в сновидіннях тисячі років: божевільна чорна королева, що потонула в ілюзіях власного розуму. Тисячі літ вона ховалася в мареві: дивовижна біла королева зі срібним волоссям, яка зненавиділа саму себе. Але тепер замки з кривавої таємниці далекої епохи зірвані загадковим магом у масці! І смертельно небезпечна легенда знову ожила.

##### 3. Відлуння мертвих сновидінь
Ольга Мігель. Крук та Чорний Метелик. Відлуння мертвих сновидінь. — Х.: АССА, 2023. — 448 с. — (Час фентезі). ISBN 978-617-8229-64-1
Намагаючись пережити болісну втрату, Аліса несподівано знаходить могутню таємницю, заховану в архівах зачарованого маєтку. Вона може змінити все, питання лише в ціні, яку треба сплатити за здійснення найзаповітнішого бажання. Утім якщо цей світ забирає в тебе найдорожче, чи готова ти кинути виклик законам Усесвіту? За цих темних часів, коли Королева кошмарів знову замкнена на Стіні Санкора, реальність на межі катастрофи, а крук-ренегат шукає шляхи до реваншу.
Насувається остання битва. Уві сні та наяву.

#### Дилогія «Потойбічна вакансія»
Сатиричне фентезі з любовною лінією

##### 1. Пекельні реформи
Мігель Ольга. Потойбічна вакансія #1. Пекельні реформи / Ольга Мігель — 2024. — 368 с. ISBN 978-617-8131-00-5
Опинившись після смерті в Пеклі, Кіра дізналася, що Рай узурпували московські попи. А замість тортур Диявол пропонує їй попрацювати на його посаді, бо він, бачте, вже старий та хоче на пенсію. Від цієї вакансії на кілометр смердить підставою, але вибір невеликий.
З одного боку — свіногорські святоші з духовними скрєпами, які плетуть інтриги проти нової дияволиці. З іншого — збіса хитрі демони, які чортзна-що задумали.
Що робити? Зіграти у власну гру та розпочати великі пекельні реформи. А якщо вони не сподобаються лаптєногим янголам… то ти на правильному шляху!

##### 2. Небесна українізація
Мігель Ольга. Потойбічна вакансія #1. Пекельні реформи / Ольга Мігель — 2024. — 400 с. ISBN 978-617-8017-56-9
Проблеми Кіри в потойбіччі тільки починаються. Бо вигнати московських попів з Раю — лише половина справи, далі стає руба питання українізації. Та й просто доведення деокупованих небес до людського вигляду, щоб проживаючи там посмертне життя, не вмерти вдруге, але вже від крінжу.
От тільки проблема: грошей катма, а іноземні пантенони-партнери не надто поспішають виділяти транші та давати кредити. На додачу, починають розкриватися причини, з яких Кірою зацікавились на тому світі… і вони додають якось забагато клопоту.
Але коли українка взялася до справи, її вже не зупинити!

#### Закляття Сьомого Моря
Гумористичне романтичне фентезі про підводний світ.
Мігель Ольга. Закляття Сьомого Моря / Ольга Мігель — 2025. — 432 с. ISBN 978-617-8017-64-4
Раніше головними проблемами Іри були невпевненість у собі, самознецінення, синдром самозванця, соціофобія та мопеди за вікном.
Тепер ці проблеми посунула морська відьма, яка помінялася з нею тілами та чкурнула на суходіл, натомість затягнувши бідолаху на самісіньке дно океану!
Тут панують морські люди, з мороку визирають чудернацькі істоти, темні та світлі чародії розгадують секрети одне одного, а король Сьомого моря її ненавидить. Та навіть на цьому дні постукали знизу, бо відтепер кожен крок Іри під суворим контролем кронпринца, який від народження невразливий до магії морських чарівників. І якби він виявився розбещеним пихатим гарбузером — їй богу, було б легше, бо тоді б Іра в нього точно нізащо не закохалася. Але…
Тепер оце от усе з жодними плавцями не вигребти!

#### Світ «Резонанс!»
0. Рита і Талісман Зоряної кішки
Мігель Ольга Рита і Талісман Зоряної Кішки: гумористичне фентезі / Ольга Мігель. — Кіровоград: ТОВ Імекс-ЛТД, 2007. — 234 с. — ISBN 978-966-8861-53-6.
Роман-прототип. Навчаючись у школі, Ольга Мігель написала п'ять книжок про пригоди Рити, і шоста була в процесі, поки в автора не почалася творча криза, що затягнулась на кілька років. Окрім першої частини, рукописи не збереглися.
2014 року, здолавши кризу та посиливши свої літературні навички, авторка розпочала перезапуск проєкту. З прототипу була взята ідея магічних солдатів і деякі персонажі. Був пророблений світ, прописані характери героїв (майже без змін із прототипу перейшла лише антагоністка), та розроблена нова концепція.
1. Чародійка з синдромом ненормальності
Перша частина трилогії про пригоди магічної солдатки Рити Лебіної. Роман був нагороджений конкурсом «Коронація слова 2016», де отримав премію «Вибір дитячого журі» як найкращий прозовий твір для старшого шкільного віку та юнацтва.
Головну героїню Риту — нетовариську зацьковану школярку  — переплутали з її сестрою-близнючкою Аліною і дівчина випадково стала магічною солдаткою: єдиною чарівницею, яка здатна використовувати магію істинної сили у світі обмеженої магії. Тепер їй належить відбути роки небезпечної таємної служби, виконуючи завдання з ліквідації наслідків, які виникають через дисонанс внутрішнього та зовнішнього світів, а також протистояти стародавнім напівкровним богам, коли ті вирішать обійти систему, аби спробувати повернути собі колишню могутність.

#### Трилогія «Мисливці за міськими легендами»

##### 1. Невдахи та тіні
Книга готується до видання у видавництві Readberry
Не знайшовши нормальної роботи з дипломами журналісток, Василина та Ліза вирішили заробляти…
Паранормальними розслідуваннями.
Все пішло шкереберть після замовлення від міського духа, що мешкав у підвалі будинку із могильних плит. Бо виявилось, що вулицями нишпорить готична лоліта із силами незрозумілої природи, з вини якої відкриваються розломи в реальності!

##### 2. Сирени та бомбосховища
Книга запланована до видання у видавництві Readberry
Кадетку з місцевого ліцею знаходять мертвою та старшою на десять років. І ця справа навряд би якось стосувалася Василини та Лізи, але…
Минуло понад три роки відтоді, як дівчата спровадили пришелепкуватих деміургів. За цей час вони налагодили життя, створили бізнес. А потім почалася повномасштабна війна зі свіногорьєм, бізнес рознесла ракета, грошей знову катма. Тож подружки взялися за старе — працювати детективками-екстрасенсами на замовлення. Адже в рідному місті досі чимало нерозгаданих таємниць! І одна з них уже манливо підморгує з вікон бібліотеки в старовинному маєтку, старанно приховуючи ціну, яку, можливо, доведеться заплатити.

#### Повість «Грішні пророки» (2015)
Мігель О. Грішні пророки, повість / О. Мігель // Дніпро. — 2016. № 8. — С.16-40
Історія про творців музики, чий талант був настільки великим, що небеса злякались того впливу, який він може мати на серця людей, та скували його: скрипаль втратив руки, альтист оглух через нещасний випадок, співачка народилася німою, піаністка не мала музичного слуху, барабанщиця задихалась через напади астми, контрабасист майже не міг рухатись через параліч, а геніальний поет народилась жінкою і стала заручницею гендерних стереотипів, через які вірші, що їй подобалось писати, ніхто не сприймав, аж доки її брат не почав видавати їх за власні твори. На додачу на всіх них чекала тяжка доля та нестерпний біль через пустку, що утворилась після зв'язування талантів.
Знайшовши Творців у різних епохах, демони запропонували їм угоду: в обмін на повернення скутих талантів музиканти повинні об'єднатися і, не старіючи, творити разом. Щоб одного дня, будучі всесвітньо відомим рок-гуртом «Грішні пророки», виконати завдання демонів і своєю творчістю, проникнувши в серця людей, вирішити долю світу.

#### повість «Кеди та вишиванка, або Лісовий пісняр»(2012)
2018 року публікувалася  в американській газеті Час і Події
Комедійна історія про студентку медичного університету, яку після сварки з деканом направили на практику в забуте богом село посеред лісу. Першої ж ночі в селі розбивається машина поп-ідола Сладіка Попкіна, який стверджує, що доти їхав Хрещатиком після свого концерту на честь Дня Незалежності. А незабаром виявляється, що в селі повним ходом орудує нечиста сила на чолі з місцевою відьмою, яка щось задумала.

### Роботи в жанрі темного фентезі

#### Роман «Сновида» («По тебе прийде Сновида») (2014)[Архівовано8 лютого 2021 уWayback Machine.]
Мігель Ольга Сновида: роман / Ольга Мігель. — Кіровоград: Імекс-ЛТД, 2015. — 288 с. — ISBN 978-966-189-364-0.
Також роман публікувався в американській газеті Час і Події
Твір, за який Ольга Мігель отримала свою першу нагороду на конкурсі «Коронація слова» 2015 року.
Тут ніхто не засинає пізніше опівночі, адже ночами вулицями цього спального мікрорайону ходить чоловік у формі чекіста. Його очі завжди заплющені. Він має ключі від усіх дверей, навіть якщо власники поміняють замки. Та може зайти куди завгодно і забрати тебе, якщо тієї миті ти не спатимеш. Не найкраще місце, де можна було придбати нову квартиру. Надто навесні 2014 року, коли страх та бажання сховатись від реальності стають фізично відчутними у повітрі тилового обласного центру…
Дія роману відбувається протягом першого року після Майдану та описує психологічні проблеми суспільства, що зіткнулося з інформаційною бурею, яка багато місяців тримала жителів країни в стані постійного шоку. Реальні події та настрої в суспільстві переплітаються з містичним сюжетом, який розкриває глибини людської підсвідомості.
Центральним персонажем історії є Роксана — молода самотня жінка, що займається приватним ремонтом офісної техніки. На період, коли розпочалися події на Сході, вона була психологічно перевантажена і обрала для себе шлях повної інформаційної ізоляції. Аби відволіктися від моторошних новин, жінка придбала однокімнатну квартиру в селищі міського типу неподалік від міста і спробувала сконцентруватись на власному житті. Проте невдовзі стала помічати, що всі жителі селища ніколи не лягають спати пізніше опівночі, а ночами вулицями ходить загадковий чоловік у формі чекіста із заплющеними очима на восковому обличчі. Коли ж Роксана починає замислюватись над тим, про що не варто думати «звичайним маленьким людям в суспільстві, яким керують великі політики», цей чоловік все частіше з'являється біля її власних дверей та вікон.
Роман можна умовно поділити на три сюжетні арки. Перша — період анабіозу головної героїні, протягом якого вона намагається триматись за власний світ, який божеволіє. Друга — період глибокого психозу, коли стає неможливим зрозуміти, де реальність, а де — божевілля. І третя — психодилічне Чистилище, потрапивши до якого, героїня проходить через випробування власним страхом усвідомлення реальності, аби дійти до катарсису та дізнатись правду про саму себе.
Цікаві факти:
- У книжковому блоці містяться авторські фото-ілюстрації, що доповнюють моторошну атмосферу роману.
- Дизайн обкладинки та оригінальне оформлення книжкового блоку було повністю розроблене Ольгою Мігель
- Нумерація сторінок роману виконана у стилі цифр електронного годинника, який веде відлік часу від 00:01 до 02:85
- Прототипом селища, в якому оселилась Роксана, стало смт Селище Нове, що знаходиться неподалік від Кропивницького. Проте в романі локація трохи видозмінена, в тому числі у авторській реальності там знаходиться дитячий притулок, де виросла головна героїня.
- Передмову до роману написала письменниця та чотирикратна дипломантка «Коронації слова», Луценко Зінаїда Валентинівна, вона ж була коректором «Сновиди».
- 2017го року в Кіровоградській обласній бібліотеці імені Євгена Маланюка, в рамках культурних заходів бібліотеки, декілька разів відкривалась квест-кімната «Бібліотека чистилища» за мотивами роману «Сновида»  [Архівовано 20 червня 2018 у Wayback Machine.]

#### Роман «Код кАРі.ни» (2016)
Ольга Мігель. Код кАРі.ни / Ольга Мігель // Дніпро. — 2018 — № 2. — С. 4-46  [Архівовано 16 травня 2021 у Wayback Machine.]
Ольга Мігель. Код кАРі.ни / Ольга Мігель // Дніпро. — 2018 — № 3. — С. 20-63  [Архівовано 16 травня 2021 у Wayback Machine.]
Ольга Мігель. Код кАРі.ни / Ольга Мігель // Дніпро. — 2018 — № 4. — С. 51-82  [Архівовано 16 травня 2021 у Wayback Machine.]
Твір, за який Ольга Мігель отримала диплом на конкурсі «Коронація слова» 2017 року.
Слідчі прибувають до містечка Водограй, аби розслідувати зникнення місцевої улюблениці, старшокласниці Каріни. Кожен з городян за ширмою любові, ховає люту ненависть до неї. Але місто має свої містичні секрети та химери, які ведуть до моторошних глибин підсвідомости.

#### Роман «Сірі метелики» (2013)
Мігель О. Сірі метелики. Дедлайн 14 : перша арка роману / О. Мігель // Дніпро. — 2016. — № 1. — С. 12-41
Мігель О. Сірі метелики: перша, третя арки роману / О. Мігель // Дніпро. — 2016. — № 2. — С. 24-73
Також роман публікувався в американській газеті Час і Події  [Архівовано 2 лютого 2021 у Wayback Machine.]

### Оповідання

#### Лицар мертвої королеви (2017)
Багряні ночі / уклад. Мирослав Кошик, Анатолій Мицкан. — Х.: Віват, 2018. — 656 с. — (Серія "Цикл «Брама», ISBN 978-966-942-802-8) ISBN 978-966-942-794-6 С. — 287—310
Революція перемогла, королеву страчено! Простий люд, втомлений старою владою та війною проти неї, сповнений надій на краще майбутнє. Натомість один з небагатьох лицарів, до останнього вірних короні, намагається вирішити, як жити далі.
Але що йому робити, коли тінь цього минулого зустрінеться йому в образі заблудлої душі юної королеви, яку лише він тепер може захистити від нечестивих потвор, що полюють на неї ночами? Допомогти їй знайти спокій, виконавши умови женця душ, аби дівчина потрапила до потойбіччя? Чи може?..
Світ міняється, і не кожен може так просто знайти для себе місце у вирі небажаних змін. Хтось має надії, когось гризе жаль за минулим… а комусь потрібен єдиний щасливий спогад, аби не шкодувати про життя, яке до самої смерті було суцільним пеклом.
Мігель О. Тінь: детектив / Ольга Мігель // Дніпро. — 2013. — № 4-6. — С. 30-35
Після того, як нечистий на руку депутат міської ради вбиває журналістку, яка під нього копала, чоловіка починає переслідувати її тінь, що замінила його власну.
В редакції оповідання, яка була надрукована в журналі «Дніпро», депутата було «замінено» на бізнесмена за рішенням редакції.
«Дівчинка та Каребракс. Інопланетний друг на Різдво»
Моє Різдво. 12 історій про дива, які поряд. / В. Арєнєв, Ю. Баткіліна, О. Гедеонов, А. Григорович, Д. Журавель, Ю. Ілюха, Н. Маринчак, Н. Матолінець, О. Мігель, В. Пузік, Марко Терен, А. Цеменко. — Харків: АССА 2020. — 224с — ISBN 978-617-7670-71-0 — С.33-66
Восьмирічна Ната, поїхавши на Святвечір з родиною на дачу, стає свідком падіння НЛО та несподівано товаришує з прибульцем, який взяв без дозволу новий батьків зореліт і втрапив у халепу…
«Агент Нявчик. Як випадково врятувати світ»
Татомамасніг. Книжка-сніжка зимових дивовиж / Юлія Баткіліна, Дмитро Журавель, Юлія Ілюха, Марко Терен, Ольга Мігель, Юліта Ран, Сергій Пантюк, Сергій Гридіна.. — Харків: АССА 2021. — 224с — ISBN 978-617-7670-39-0 — С.69-87
Приїхавши на родинне святкування Різдва до тітоньки, маленький Микита і його сестра Квітка випадково вляпуються в справжню шпигунську пригоду та рятують світ від злого генія з місцевої школи для обдарованих дітей.
Мігель О. Лікарня/ Ольга Мігель // Дніпро. — 2013.
Мігель О. Не шукай мене / Ольга Мігель // Дніпро. — 2013.
Мігель О. Кат: відчайдушна спроба / Ольга Мігель // Дніпро. — 2013. — № 1-3. — С. 113—116
Мігель О. Морозний сад / Ольга Мігель // Озон. — 2014
Мігель О. Моя прекрасна Муза / Ольга Мігель // Дніпро. — 2017. — № 1-12.
Мігель О. Психічний коридор / Ольга Мігель // Дніпро. — 2017. — № 1-12.
Мігель О. В чорному сні / Ольга Мігель // Дніпро. — 2017. — № 1-12.
Мігель О. Все заради миті / Ольга Мігель // Дніпро. — 2017. — № 1-12.
Мігель О. Очі ляльки / Ольга Мігель // Дніпро. — 2017. — № 1-12.